# Cyril Holmes
Cyril Butler Holmes (ur. 11 stycznia 1915 w Bolton, zm. 21 czerwca 1996 tamże) –  brytyjski lekkoatleta, sprinter trzykrotny medalista igrzysk Imperiom Brytyjskiego.
Zdobył srebrny medal w biegu na 200 metrów na Akademickich Mistrzostwach Świata w Budapeszcie w 1935 (pokonał go jedynie József Sír z Węgier). Odpadł w ćwierćfinale biegu na 100 metrów na igrzyskach olimpijskich w 1936 w Berlinie. Zwyciężył w biegach na 100 metrów i na 200 metrów oraz w dwóch biegach sztafetowych na Akademickich Mistrzostwach Świata w Paryżu w 1937.
Na igrzyskach Imperium Brytyjskiego w 1938 w Sydney jako reprezentant Anglii zdobył dwa złote medale w biegach na 100 jardów i  na 220 jardów, w obu przypadkach wyprzedzając reprezentantów Australii Johna Mumforda i Teda Besta, a także srebrny medal w sztafecie 4 × 110 jardów, która biegła w składzie: Holmes, Ken Richardson, Sandy Duncan i Lawrence Wallace.
Był mistrzem Wielkiej Brytanii (AAA) w biegu na 100 jardów w 1937, wicemistrzem na tym dystansie w 1939 i brązowym medalistą w 1936, a w biegu na 220 jardów mistrzem w 1939 oraz wicemistrzem w 1936 i 19376.
Holmes wyrównał rekordy Wielkiej Brytanii w biegu na 100 metrów czasem 10,6 s (13 czerwca 1937 w Brukseli) i w biegu na 220 jardów czasem 21,2 s (10 lutego 1938 w Sydney).
Podczas II wojny światowej Holmes służył jako instruktor wychowania fizycznego w armii. Powrócił na krótko do uprawiania lekkoatletyki po wojnie i wziął udział w meczu międzypaństwowym z Francją w 1945.
Po zakończeniu kariery lekkoatletycznej trzykrotnie wystąpił w reprezentacji Anglii w rugby union w latach 1947–1948 w Pucharze Pięciu Narodów.